# Emmanuelle Pireyre
Emmanuelle Pireyre née à Clermont-Ferrand en 1969, est une écrivaine et poétesse de nationalité française et lauréate du Prix Médicis 2012 pour Féerie générale, son quatrième livre.
Son livre Chimère, paru en 2019 aux éditions de l'Olivier, a obtenu le prix littéraire franco-allemand Franz Hessel 2020, la lauréate allemande étant Lola Randl.

## Biographie
Après des études de commerce et de philosophie, elle écrit et publie depuis 1995.
Elle fait d’abord paraître ses textes dans des revues de littérature ou de poésie comme Perpendiculaire, Nioques, ou Hiems ou encore Le Bord de l'eau. Puis en 2000, Maurice Nadeau publie Congélations et décongélations, et autres traitements appliqués aux circonstances (Prix Missives 2000), suivi de Mes vêtements ne sont pas des draps de lit en 2001. En 2006 paraît dans la collection Fiction & Cie du Seuil Comment faire disparaître la terre ?
Elle est aussi l’autrice de plusieurs fictions radiophoniques pour France Culture, d’une pièce de théâtre sur la question écologique (Laissez-nous juste le temps de vous détruire, 2012), et fait régulièrement des lectures performées en public, formes dérivées des livres dans desquelles s’insèrent de courts sketchs vidéos.
Elle a soutenu le 18 novembre 2022 à l'université Paris 8 une thèse sur la performance narrative en art, littérature, théâtre et danse, sous la direction de Lionel Ruffel et Catherine Milkovitch-Rioux et travaille au sein de l'université Paris 8 à la réflexion sur la recherche-création en littérature, forme de recherche universitaire liée à la pratique artistique.
Elle vit à Lyon.
En 2013, elle est membre du jury international du festival international du court métrage de Clermont-Ferrand,. Elle est présidente de l'Agence Auvergne-Rhône-Alpes Livre et Lecture de mai 2018 à avril 2024, et vice-présidente de l'association depuis cette date.

## Thématiques et formes de son œuvre
Ses livres abordent avec un point de vue critique certains traits de nos vies contemporaines tels que l’omniprésence de la technique, l'écologie, la « femme de trente ans », la transformation des villes, la recherche du bonheur, la finance, les ronds-points théâtralisés par les services espaces verts, le baiser de cinéma, la souffrance au travail, le tourisme, les OGM... Ils traitent de la confrontation des exigences intimes avec les exigences sociales.
Au point de vue formel, si Chimère, paru à la rentrée littéraire 2019 est un véritable roman, il prend acte comme les précédents livres de l’importance des usages de la langue dans nos sociétés d’information et de communication. Tous ces textes utilisent de manière souvent comique diverses textures de la langue écrite ou orale, savante ou familière, en prennent en compte de détails grinçants du monde contemporain, comme le note Fabrice Gabriel.
Chimère, roman paru en 2019, met en scène Alistair, un être hybride homme-chien fabriqué dans un laboratoire du Royaume-Uni, qui grandit et évolue à Saint-Quentin en Yvelines en compagnie de Brigitte, une femme un peu seule. Ce roman rencontre ainsi un thème ayant pris de l'acuité à l'été 2019, quand des chimères homme-animal ont été autorisées au Japon. Autre fil narratif se tissant avec l'histoire de Brigitte et Alistair : celle d'un panel de douze citoyens tirés au sort par la Commission européenne pour réfléchir aux grandes questions du futur. Il y est question de manipulations, manipulations génétiques tout autant que politiques.
Elle mène aussi une réflexion sur les formes en littérature, d’un point de vue plus théorique dans le cadre de cours sur la littérature actuelle, de conférences ou articles de critique littéraire (Fictions documentaires et Comment ne pas être data victim paru dans les ouvrages Devenirs du roman, Devenirs du roman 2 à l’initiative du collectif Inculte), ainsi qu'au sein d'un travail de thèse sur la performance scénique littéraire.
Les lectures publiques, conférences-performances adressées au public dans lesquelles, souvent accompagnée du musicien Toog, elle présente et commente des photos ou films réalisés avec l'artiste Olivier Bosson ou prélevés sur Internet, prennent en compte la situation de coprésence avec le public pour modifier la forme écrite : ces lectures ne consistent pas directement en la lecture de passages de livres, mais retravaillent quelques-uns des thèmes de ses livres, pour en faire des objets de plus petite taille, transportables.
Depuis la parution de Féerie générale en 2012, des critiques ou chercheurs ont analysé son travail sous divers angles : de « l’encyclopédisme farcesque » dans la filiation du Bouvard et Pécuchet de Flaubert (Laurent Demanze), de la « tératologie du savoir » ou étude du monstrueux et de la performance scénique (Marie-Jeanne Zenetti), du « bricolage existentiel » (Guenaël Boutouillet), du concept d’idiotie (Jean-Yves Jouannais), du rapport avec les médias contemporains (Lionel Ruffel) et de la structure étoilée en réseau de Féerie générale en rapport avec Internet (Estelle Mouton Rovira).

## Œuvres
Littérature/Poésie
- Congélations et décongélations et autres traitements appliqués aux circonstances, Maurice Nadeau, 2000  (ISBN 2-86231-158-8)
- Mes vêtements ne sont pas des draps de lit, Maurice Nadeau, 2001  (ISBN 2-86231-165-0)
- Comment faire disparaître la terre ?, Seuil, Fiction & Cie, 2006  (ISBN 2-02-081987-2)
- Féerie générale, L'Olivier, 2012  (ISBN 978-2-8236-00-919) - Prix Médicis
- Foire internationale, Les petits matins, 2012  (ISBN 978-2-36383-058-6)
- Libido des Martiens[18], à partir d'une vidéo de Jos de Gruyter et Harald Thys, Editions Confluences, 2015  (ISBN 978-2-35527-165 6)
- Chimère, L'Olivier, 2019, Prix Franz Hessel 2020, Sélections des prix littéraires : Prix du roman d’écologie, Grand Prix de l’Imaginaire, Prix Mieux comprendre l’Europe
- * Franz Liszt et le divan ultra fleuri, La Philharmonie, 2022  (ISBN 979-1094642580)
- Machine anti-machine, L'Imec, 2024  (ISBN 978-2-35943-043-1)

Anthologies en traduction
- Écrire un livre utile, Anthologie de poésie française contemporaine bilingue français-chinois (dirigée par Jean Lewinski), Esquive-Escale-Esquille, Laureate Book, Taipei Taiwan, 2006  (ISBN 957-730-565-2)
- Extraits, Constelación de poetas francófonas de cinco continentes (Diez siglos), Yaël Weiss et Veronica Martnez Lira, Universitad Nacional Autonoma de Mexico & Espejo di viento, 2010  (ISBN 6079145006)

Revues, collectifs
- L'à peu près simple et le plus compliqué ou Petite lettre de présentation, revue BDL no 18, janvier 1996, Le Bord de l'eau
- Questions sur les nus amateurs, Nioques 1.6, 1999
- La Collection, Nouveau recueil, no 57, Champ Vallon, 2001
- La danse est-elle dangereuse pour les jeunes filles, Nouveau Recueil, no 66, 2003
- Kasparov sauvage, En d’étranges contrées, Anthologie Bipval, 2009
- Collaboration avec le chorégraphe Jérôme Ferron[19], Concordan(s)e 2, L’œil d’or 2012  (ISBN 978-2-913661-50-9)
- Pour le peuple, l’original, in Bill Collectif[20], Textes rassemblés par Daniel Foucard, Inculte Roman, 2011  (ISBN 978-2-916940-53-3)

Fictions radiophoniques
- La danse est-elle dangereuse pour les jeunes filles ?, France Culture 2001
- Croisière Express, France Culture 2003
- La philosophie blindée du convoyeur de fonds, France Culture 2006
- Kasparov sauvage, France Culture 2007
- Foire internationale, France Culture 2011
- Oui mais nous, comment on fait pour notre exposé ? (avec Jean-Charles Massera), 5 épisodes, France Culture, 2014.

Production de l’émission sur la postérité de Flaubert
- Flaubert plus tard, Surpris par la nuit, en collaboration avec Olivier Bosson, France Culture 2001

Théâtre
- Laissez-nous juste le temps de vous détruire, mise en scène Myriam Marzouki[21], création musicale Toog[22], création théâtre du Fil de l’eau, Pantin 2011, Phénix Valenciennes et Maison de la Poésie de Paris[23], 2012

Articles
- Fictions documentaires, in Devenirs du Roman[24], collectif Éditions Naïve-Inculte, 2007.
- Séries télévisées Derrick, la Petite mosquée dans le Prairie, The big love, in Écrivains en série[25],[26], collectif dirigé par E.Rabu, éd. Léo Scheer 2009  (ISBN 978-2-7561-0150-7) et 2010  (ISBN 978-2-7561-0269-6)
- Comment ne pas être data victim, in Devenirs du Roman, Editions Inculte, 2013.

Conférences-performances
- Étude sur le psychobricoleur à partir d’un exemple vivant, Lecture avec diaporama, 1998
- Une certaine confusion, Lecture avec projection de transparents, 2002
- Croisière Express, Mardi, Lecture avec extraits sonores, 2003
- Croisière Express, Mercredi, Lecture avec vidéos, 2004
- Pour faire œuvre d’homme que je m’éveille, Lecture avec PowerPoint, en collaboration avec[27], 2006
- Lynx, Lecture performance avec PowerPoint, 2010 et participation du musicien Toog à partir de 2012
- Chimère, Lecture performance avec films (réalisation Olivier Bosson) et chansons de Toog, 2015

Vidéo
Mes vêtements ne sont pas des draps de lit, 2000